# Cassie Sharpe
Cassie Sharpe (Calgary, 14 september 1992) is een Canadese freestyleskiester, gespecialiseerd op het onderdeel halfpipe. Zij is een zus van snowboarder Darcy Sharpe. Ze vertegenwoordigde ze haar vaderland op de Olympische Winterspelen 2018 in Pyeongchang.

## Carrière
Bij haar wereldbekerdebuut, in maart 2012 in Mammoth, scoorde Sharpe direct wereldbekerpunten. Op de wereldkampioenschappen freestyleskiën 2015 in Kreischberg veroverde de Canadese de zilveren medaille in de halfpipe. In februari 2015 behaalde ze in Park City haar eerste toptienklassering in een wereldbekerwedstrijd. Op 12 maart 2015 boekte Sharpe in Tignes haar eerste wereldbekerzege. In de Spaanse Sierra Nevada nam de Canadese deel aan de wereldkampioenschappen freestyleskiën 2017. Op dit toernooi eindigde ze als 25e in de halfpipe. Tijdens de Olympische Winterspelen van 2018 in Pyeongchang veroverde ze de gouden medaille in de halfpipe. In het seizoen 2017/2018 won Sharpe de wereldbeker halfpipe.
Op de wereldkampioenschappen freestyleskiën 2019 in Park City legde de Canadese beslag op de zilveren medaille in de halfpipe. In het seizoen 2018/2019 prolongeerde ze de eindzege in de wereldbeker halfpipe.

## Resultaten

### Olympische Spelen
| Jaar | Plaats      | Resultaten |
| ---- | ----------- | ---------- |
| 2018 | Pyeongchang | Halfpipe   |

### Wereldkampioenschappen
| Jaar | Plaats        | Resultaten   |
| ---- | ------------- | ------------ |
| 2015 | Kreischberg   | Halfpipe     |
| 2017 | Sierra Nevada | 25e Halfpipe |
| 2019 | Park City     | Halfpipe     |

### Wereldbeker
Eindklasseringen
| Seizoen   | Algm | HP   |
| --------- | ---- | ---- |
| 2011/2012 | 139e | 29e  |
| 2012/2013 | 153e | 32e  |
| 2013/2014 | 154e | 30e  |
| 2014/2015 | 31e  | 4e   |
| 2015/2016 | 77e  | 12e  |
| 2016/2017 | 22e  | 4e   |
| 2017/2018 | 7e   | Goud |
| 2018/2019 | 11e  | Goud |
| 2019/2020 | 68e  | 14e  |

Wereldbekerzeges
| Datum            | Plaats   | Onderdeel |
| ---------------- | -------- | --------- |
| 12 maart 2015    | Tignes   | Halfpipe  |
| 7 maart 2017     | Tignes   | Halfpipe  |
| 1 september 2017 | Cardrona | Halfpipe  |
| 12 januari 2018  | Snowmass | Halfpipe  |
| 22 maart 2018    | Tignes   | Halfpipe  |
| 16 februari 2019 | Calgary  | Halfpipe  |
| 1 februari 2020  | Mammoth  | Halfpipe  |